# Herrenhaus Sickte

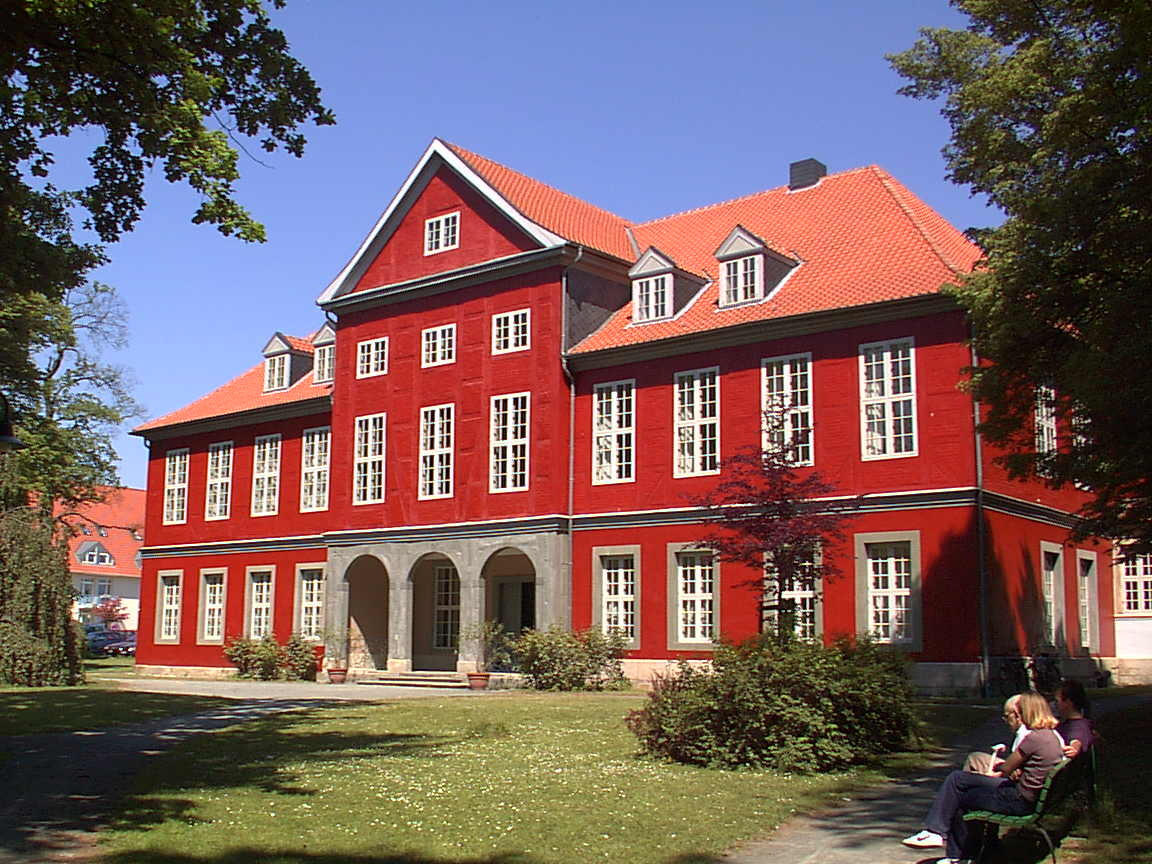
Herrenhaus Sickte von Südosten

Das Herrenhaus Sickte ist ein Herrenhaus in Sickte in Niedersachsen.

## Geschichte
1706 erwarb der Geheimrat Urban Dietrich von Lüdecke das Gut Niedersickte. Ab 1712 – nach anderen Angaben 1710 oder um 1710 – entstand nach Plänen des Landbaumeisters Hermann Korb das Gutshaus Niedersickte, das heute als Herrenhaus Sickte bezeichnet wird. 1844 führte der neue Besitzer Wilhelm von Veltheim zahlreiche Umbauten im Erdgeschoss durch.
1964 wurde das Herrenhaus wegen Baufälligkeit geschlossen. Bis 1977 gehörte es der Bundesvermögensstelle, im Jahr erwarb die damalige Gemeinde Niedersickte das Gebäude mit einem Grundstück von 18.000 Quadratmetern. 1982 begannen Reparaturarbeiten; 1983 bescheinigte ein Gutachten, dass das Haus „reparabel“ wäre. Im selben Jahr wurde eine zum Gut gehörende, aber noch dem Bundesministerium für Ernährung, Landwirtschaft und Forsten unterstellte denkmalgeschützte Scheune abgerissen. 1993 bis 1995 wurde das Herrenhaus schließlich instand gesetzt; 1995 wurde es Verwaltungssitz und Kulturzentrum der Samtgemeinde Sickte. 2017 beschloss die Gemeinde Sickte, das Haus zu verkaufen. Der dazu nötige Umzug der Samtgemeindeverwaltung in ein neu zu errichtendes Gebäude in Sickte scheiterte jedoch.

## Architektur und Ausstattung
Das barocke Herrenhaus wurde durch den Palladianismus und die Niederländische Architektur etwa des Jacob van Campen inspiriert. Es weist große Ähnlichkeit mit dem ehemaligen Bevernsches Palais in Braunschweig auf, das ebenfalls von Korb entworfen und 1879 abgerissen wurde.
Das zweigeschossige Haus ist an beiden Längsseiten durch dreiachsige Mittelrisalite mit Dreiecksgiebeln geprägt. Ein Teil des Erdgeschosses entstand in Massivbauweise; ansonsten ist das Haus als Fachwerkgebäude ausgeführt. Die Fassaden sind durch Gesimse gegliedert. Das Fachwerk wurde überschlämmt und mit dem Farbton Englischrot bemalt.
Von den Grundsätzen des Palladianismus abweichend unterscheiden sich die Längsfronten in der Anzahl der Fensteröffnungen. Während die Gartenseite elf von ihnen aufweist, sind es auf der Hofseite 13. Das Dach ist ein Walmdach. Die Firstlinie zwischen den beiden Spitzen der Dreiecksgiebel ist etwas höher als der in Längsrichtung verlaufende First ausgeführt.
Der Risalit der Südfront ist durch drei Bögen als Loggia gestaltet.
Das seitlich versetzte Treppenhaus ist zweiläufig ausgeführt. Im ersten Stock befindet sich gartenseitig der annähernd quadratische Festsaal. Er ist durch korinthische Pilaster gekennzeichnet und verfügt in der westlichen Mittelachse über einen reich geschmückten Stuckkamin. Vom Festsaal aus erreicht man die früheren Wohnräume, die nicht symmetrisch angelegt wurden, sondern im Sinne der commodité („Annehmlichkeit“) ihren Zwecken entsprechend. Sie sind durch Enfiladen verbunden, die sich jedoch nicht in den Fensterachsen fortsetzen.

## Nutzung und Umgebung
Das Herrenhaus wird als Verwaltungs- und Kulturzentrum der Samtgemeinde Sickte genutzt.
Zwischen der Südseite und der Umfassungsmauer befindet sich ein parkartiger Garten. Auf der Nordseite lag ursprünglich der Wirtschaftshof des Gutes. Heute dient das Gelände der Öffentlichkeit, unter anderem mit einem Spielplatz.
Nahe dem Herrenhaus, auf einem Teil des ehemaligen Gutsgeländes, befindet sich seit 1996 das „Senioren- und Therapiezentrum Am Herrenhaus Sickte“.

## Sonstiges
Der Beamte und Politiker Wilhelm Erdmann Florian von Thielau wurde im Jahr 1800 im damaligen Gutshaus geboren.